# Woe's Hollow
"Woe's Hollow" es el cuarto episodio de la segunda temporada de la serie de televisión de ciencia ficción y suspenso psicológico Severance. Es el episodio número 13 de la serie y fue escrito por la productora supervisora Anna Ouyang Moench y dirigido por el productor ejecutivo Ben Stiller. Se estrenó en Apple TV+ el 6 de febrero de 2025.
La serie sigue a los empleados de la corporación ficticia Lumon Industries, una empresa que utiliza un programa de "cercenadura" en el que sus recuerdos no laborales se separan de sus recuerdos laborales. En el episodio, el equipo de Refinamiento de Macrodatos (MDR) se encuentra en un retiro al aire libre en el homónimo Woe's Hollow.
El episodio recibió una gran aclamación crítica, con críticos elogiando la singularidad del episodio, las actuaciones (particularmente de John Turturro y Britt Lower), la dirección y el clímax.

## Trama
El equipo de MDR se despierta al aire libre, en medio de un desierto nevado. Encuentran un televisor al borde de una montaña que contiene un video grabado de Milchick (Tramell Tillman), quien explica que están en el Bosque Nacional Dieter Eagan como parte de un "Retiro al aire libre y evento de formación de equipos" (ORTBO) de 2 días que sus outies autorizaron. Se le dice al equipo que el fundador de Lumon, Kier Eagan, escribió un cuarto apéndice del manual de Lumon poco antes de morir; deben encontrar el volumen dentro de una gruta conocida como la Cueva de Scissor, donde se dice que Kier domó por primera vez a los Cuatro Temperamentos.
Los cuatro recorren el bosque en busca de la Cueva de Scissor, guiados por extraños doppelgängers de ellos mismos que aparecen en la distancia. Finalmente encuentran la cueva con el apéndice dentro; el texto revela que Kier tenía un hermano gemelo, Dieter, con quien vivía en el bosque. Dylan ( Zach Cherry) deduce que los doppelgängers son los "gemelos" de los propios innies. Encuentran un mapa en el apéndice que los lleva a una zona llamada Cuenca de la aflicción (Woe's Hollow, en idioma original) y se dan cuenta de que deben volver sobre los pasos de los hermanos Eagan.
Mientras los cuatro se dirigen hacia la cuenca, Irving (John Turturro) advierte a Mark (Adam Scott) que no confíe en Helly (Britt Lower), ya que considera sospechosa su historia sobre su paradero durante la contingencia de horas extras, pero Mark descarta sus preocupaciones. El grupo encuentra el cadáver de una foca en un río; Irving sugiere comérselo, pero los demás se niegan. Los cuatro finalmente llegan a Woe's Hollow, una cascada, donde Milchick los espera. Él los guía a un campamento que él y la señorita Huang (Sarah Bock) han preparado para ellos.
Mientras los cuatro montan sus tiendas, Irving le pregunta a Helly dónde estaba realmente la noche de la contingencia, pero Helly evade su interrogatorio. Milchick reúne al grupo alrededor de la fogata para leer otro capítulo del apéndice, que relata la muerte sobrenatural de Dieter y el posterior encuentro de Kier con el temperamento Woe en la cascada. Helly se ríe de la implicación de la historia de que Dieter "se convirtió en el bosque" porque se masturbó, ofendiendo a Milchick. Después de que Milchick y Huang se van, Irving presiona nuevamente a Helly sobre su outie frente al equipo, pero ella responde que Irving simplemente está amargado por no poder volver a ver a Burt (Christopher Walken); Irving se marcha furioso. Mark y Helly tienen sexo en su tienda; después, Helly le admite a Mark que estaba avergonzada de quién era su outie. Mark alucina brevemente que el rostro de Gemma (Dichen Lachman) aparece sobre el de Helly. Mientras tanto, después de apagar accidentalmente su antorcha, Irving se queda dormido en el bosque y tiene un sueño aterrador en el que encuentra un cubículo de MDR en el bosque, donde se encuentra con Burt y la personificación de Woe descrita en el apéndice; ve los números en su terminal MDR distorsionarse en un patrón con forma de cara hecho de letras que deletrean "Eagan".
A la mañana siguiente, Irving encuentra a Helly sola en la cascada y la confronta con su sospecha de que ella es un topo. Para demostrarlo, grita a Milchick y comienza a ahogar a Helly en el agua. Cuando Milchick y los demás llegan, Irving declara que la outie de Helly es una Eagan y ha estado encubierta todo el tiempo desde el regreso del equipo a MDR, exigiendo que Milchick la revierta a su innie. Milchick envía por radio la solicitud para que se elimine el "bloqueo de Glasgow", devolviendo a Helena a Helly R., después de lo cual Irving cede. Milchick luego despide a Irving por intento de asesinato de un colega, poniendo fin a la vida innie de Irving.

## Producción

### Desarrollo
El episodio fue escrito por la productora supervisora Anna Ouyang Moench y dirigido por el productor ejecutivo Ben Stiller. Esto marcó el segundo crédito como guionista de Moench, y el noveno crédito como director de Stiller.

### Escritura
En la escena en la que Mark tiene sexo con Helena (creyendo que ella es Helly), Dan Erickson explicó: "Es algo extraño, porque de alguna manera se han utilizado ambos personajes. Mark pensaba que estaba con una persona cuando en realidad estaba con otra persona. Y luego, para Helly, es algo muy preocupante saber que algo así sucedió sin que tú estuvieras mentalmente presente".  Adam Scott dio su propia interpretación: "Para el outie de Mark, Helena es alguien a quien encuentra aterrador y que es responsable de tanto tumulto y dolor en su vida. Sin embargo, creo que estas dos personas, de una manera u otra, tienen una conexión de algún tipo". 
Britt Lower se mostró satisfecha con la decisión de revelar la identidad de Helena al principio de la temporada: "Para mí, la ubicación tenía mucho sentido. También creo que el entrenamiento y la experiencia de Irving en el exterior son muy útiles para que el de adentro recoja pistas sobre Helena. Con suerte, cuando Helly R. regrese ahora, será con la sensación de haberla extrañado. Ciertamente sentí eso como actor. Me sentí muy bien por volver a estar en su perspectiva de una manera más clara después del episodio cuatro".
John Turturro explicó que Irving siempre fue visto como un personaje amable, pero que estaba fascinado por las acciones del personaje en el episodio: "Hay algo que lo ha unido más a Dylan, a los personajes de Adam y de Britt, y que en cierto modo capta de inmediato: todo el grupo está en riesgo, y no solo él. Lo lleva cada vez más lejos. Y luego, una vez que tiene ese sueño, es la última pieza de ese rompecabezas".  Zach Cherry consideró que el despido de Irving sería una llamada de atención para Dylan: "[Es] este momento el que de alguna manera cristaliza todo. Tal vez ha estado ignorando estas relaciones en la oficina porque ha estado en su propio mundo, y este momento lo devuelve a la idea de 'Oh, sí, estas son las personas con las que estoy aquí'". 

### Rodaje

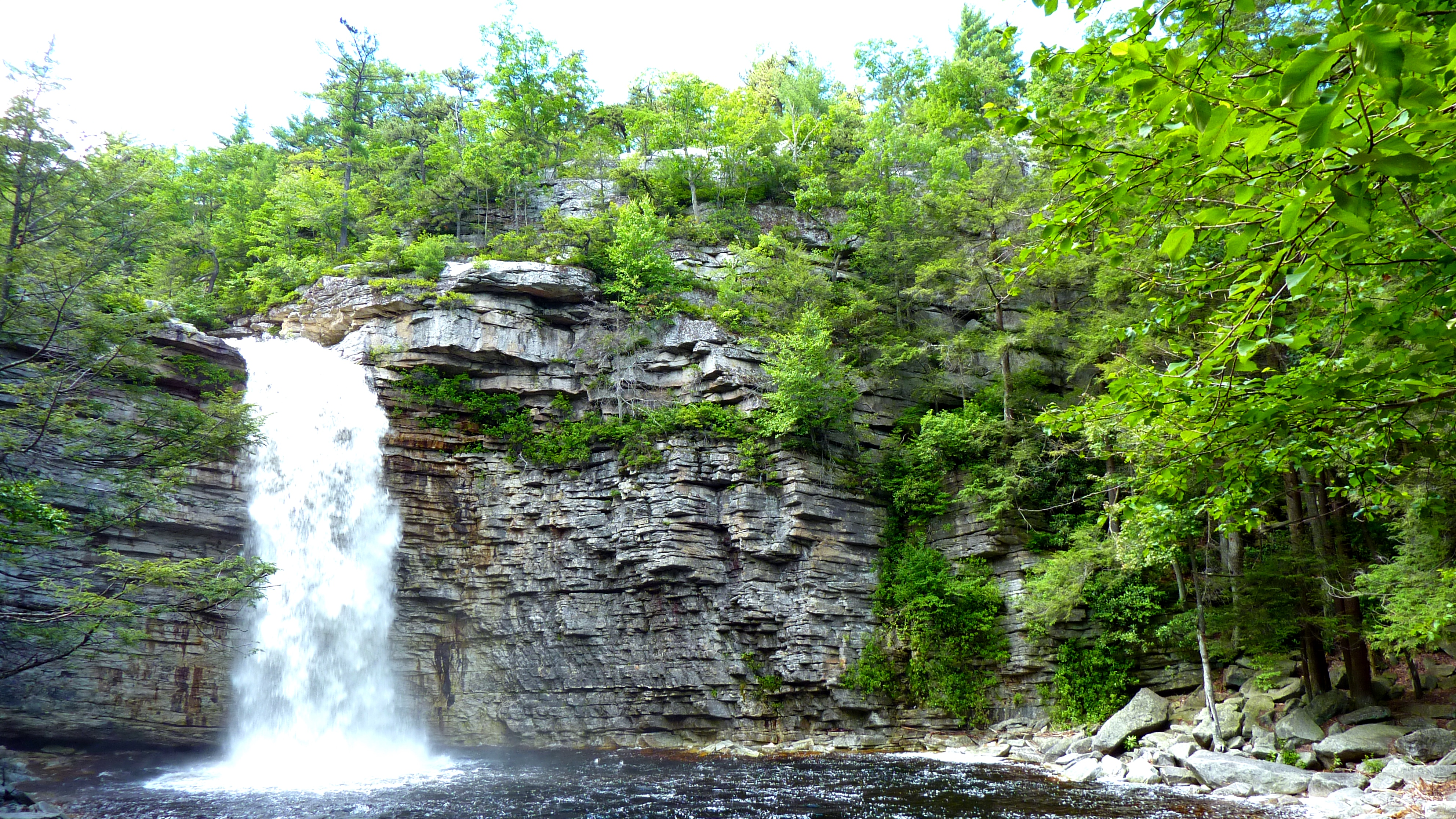
Cataratas Awosting en el Parque Estatal Minnewaska, donde se filmó el episodio.

El episodio se filmó en la Reserva Estatal de Minnewaska en el estado de Nueva York y presenta las Cataratas Awosting del parque como la cascada.  Lower estimó que el episodio tardó entre cuatro y cinco semanas en filmarse y, debido a la cantidad de escenas diurnas requeridas, el equipo estaba "corriendo contra el sol todos los días". 
Para la escena en la que Irving intenta ahogar a Helena en el lago, Turturro y Lower consideraron que el papel era difícil, y Turturro afirmó que "quieres hacer todo el trabajo emocional y también cuidar de la otra persona al mismo tiempo y asegurarte de que la otra persona esté a salvo, y no la lastimes y cosas así".

## Reseñas críticas

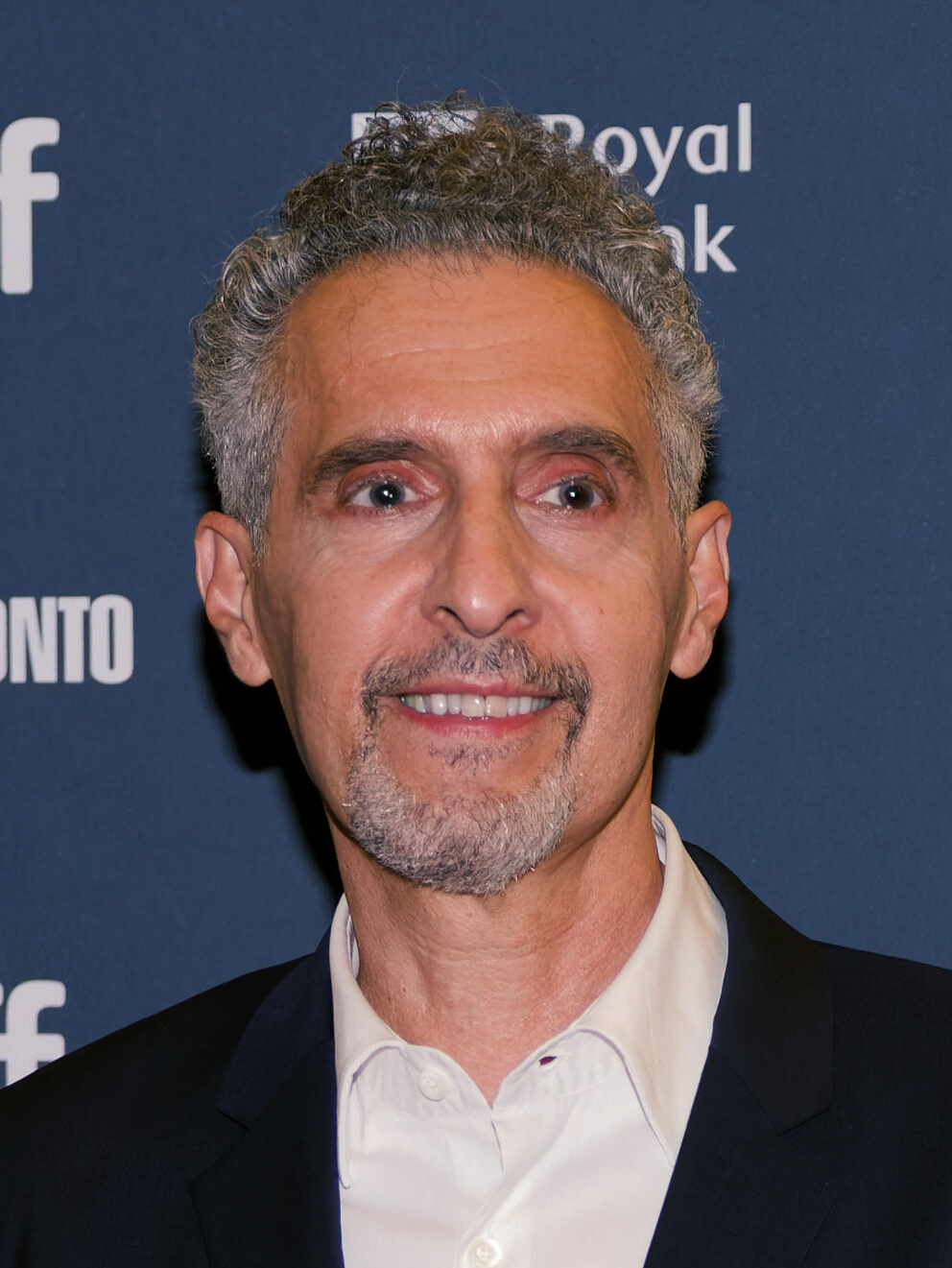
John Turturro recibió grandes elogios por su actuación en el episodio.

"Woe's Hollow" recibió elogios de la crítica. Saloni Gajjar, de The AV Club, le dio al episodio una "A" y escribió: "John Turturro lo arrasa en estos electrizantes minutos finales. Este debería ser el episodio en el que el actor se presenta a los premios Emmy (lo mismo para Britt Lower). Turturro genera ansiedad y es absolutamente desgarrador al llevar a Irving al borde del abismo".
Alan Sepinwall, de la revista Rolling Stone, escribió: "¿Cómo se encuentra Outie Mark en este momento? ¿Cómo respondería si Milchick o alguien más de Lumon le sugiriera que renuncie a los próximos días de su vida, ahora mismo, para permitir que Innie Mark disfrute de una excursión? Pero incluso mi frustración con eso se disipó rápidamente con todo el hielo y la nieve, con lo que no es la cascada más alta del planeta y con todas las impresionantes vistas, sonidos y giros de la trama que encontramos en 'Woe's Hollow'".  Ben Travers de IndieWire le dio al episodio una "A-" y escribió: "La brusquedad de cada giro espectacular es suficiente para producir un poco de desconcierto: ¿Cómo llegamos hasta aquí? Con Helly, la verdad ha sido astutamente oculta detrás de un tema clave del episodio (y de Severance en general): los gemelos. En un programa en el que cada personaje separado forma esencialmente un dúo idéntico, la temporada 2 también introdujo una serie de escenas que involucraban a Helly/Helena que, si bien quizás eran curiosas o notables en su momento, ahora invitan a dos interpretaciones distintas". 
Erin Qualey de Vulture le dio al episodio una calificación perfecta de 5 estrellas de 5 y escribió: "'Woe's Hollow' es verdaderamente el episodio de John Turturro. He visto los últimos siete minutos de este episodio más veces de las que puedo contar, y aún no ha perdido su poder. Se me corta la respiración, se me llenan los ojos de lágrimas, se me mueven las manos y se me acelera el corazón. La tensión y la emoción que crea todo el equipo de Severance en esta secuencia está a la altura de los últimos minutos del final de la primera temporada, pero aquí, todo gira en torno a la magnífica actuación de Turturro".  Sean T. Collins de Decider escribió: "Los programas que intentan contar historias de misterio harían bien en seguir el ejemplo de Severance en 'Woe's Hollow'. Es mucho más convincente dejar que los matices de la actuación y la escritura revelen las capas de un personaje a lo largo del tiempo, como lo hacen en un drama normal, que sacar constantemente conejos de sombreros como un mago de escenario". 
Brady Langman de Esquire escribió: "MDR tiene que recuperarse y volver a la normalidad, porque Mark necesita terminar Cold Harbor. Uno se pregunta si Lumon y Helena, sabiendo que el equipo quedará destrozado por la muerte de Irving, devolverán a Helly al piso cortado, aunque sea solo para mantener a Mark lo suficientemente feliz como para terminar Cold Harbor. En cuanto a Dylan, nunca me recuperaré de la forma en que gritó: '¡Lo siento, no escuché!' a Irving".  Erik Kain de Forbes escribió: "Realmente no puedo expresar con palabras lo trascendental que fue todo esto, o lo conmovedor. Ben Stiller dirigió una vez más este episodio, y es uno de los mejores que ha hecho hasta ahora".
Jeff Ewing de Collider escribió: "Es una gran revelación que Helena haya estado haciéndose pasar por Helly todo el tiempo. No sabemos qué será finalmente de Irving, qué era esa cosa en el bosque, qué le pasó realmente a Dieter (o si era real), cuál será la reacción por el hecho de que Milchick casi consiga matar a un Eagan, o el trato real con esos espeluznantes dobles".  Breeze Riley de Telltale TV le dio al episodio una calificación perfecta de 5 estrellas de 5 y escribió: "Severance ha estado funcionando a toda máquina esta temporada y ha sido bastante extraño, pero este es el primer episodio que se siente por encima y más allá del alto estándar que el programa se ha fijado creativamente". 

### Reconocimientos
TVLine nombró a Turturro como el "Artista de la Semana" de la semana del 8 de febrero de 2025, por su actuación en el episodio. El sitio escribió: "El episodios de Severance de esta semana fue un verdadero punto de inflexión, con la impactante revelación de que Helena se había hecho pasar por 'Helly' durante toda la temporada. (Bueno, tal vez no sea sorprendente para los detectives que ya lo adivinaron). Y Turturro mejoró su juego para igualarlo, mientras Irving caía en un abismo de amarga paranoia durante una agotadora excursión al aire libre para la pandilla Lumon, y más tarde demostró que su paranoia estaba justificada después de todo".